# Niezwyciężony i inne opowiadania
Niezwyciężony i inne opowiadania – zbiór tekstów (powieść i opowiadania) Stanisława Lema. Po raz pierwszy wydano go w 1964 r. nakładem wydawnictwa Ministerstwa Obrony Narodowej.

## Lista tekstów
- Niezwyciężony
- Prawda
- Doktor Diagoras
- Podróż siódma
- Zakład doktora Vliperdiusa
- Ratujmy kosmos

## Opis tekstów

### Niezwyciężony
Na pustynnej planecie ląduje Niezwyciężony - statek kosmiczny, poszukujący bliźniaczej jednostki - Kondora. Poszukiwania ujawniają, że załoga Kondora zginęła w tajemniczych okolicznościach, straciwszy wcześniej pamięć.

### Prawda
Główny bohater (i jednocześnie narrator opowiadania) jest fizykiem, specjalistą od wysokich temperatur. Wraz z dwójką kolegów, pracując przy plazmotronie, odkrywają interesujące zjawisko: zachodzące we wnętrzu plazmy procesy, przypominające powstawanie życia. 

### Doktor Diagoras
Ijon Tichy śledzi doniesienia z ostatniego kongresu cybernetycznego. Zainteresowanie podróżnika wzbudza postać jednego z uczestników, doktora Diagorasa. Tichy decyduje się wyruszyć w podróż na Kretę, by spotkać się z uczonym i poznać jego prace. Na miejscu Tichy dowiaduje się, że Diagoras pracuje nad maszynami cyfrowymi, które miałyby być obdarzone nie tylko inteligencją, ale i nieposłuszeństwem.

### Zakład doktora Vliperdiusa
Ijon Tichy przez pomyłkę kupuje w kiosku gazetę dla robotów. W trakcie lektury czasopisma jego uwagę zwraca ogłoszenie zakładu doktora Vliperdiusa, w którym ma miejsce leczenie chorób nerwowych i psychicznych, na które cierpią roboty. Zaciekawiony tematem, Tichy odwiedza sanatorium. Na miejscu spotyka roboty-kuracjuszy.

### Ratujmy kosmos
Utwór ma formę listu otwartego. Jego autor - Ijon Tichy - wspomina swoje podróże po gwiazdach i planetach, w trakcie których spotyka się z plagami turystyki kosmicznej. Zalicza do nich w szczególności hałas, śmieci, wszechobecne reklamy oraz ginące gatunki zwierząt i roślin.